# Daniele Gangemi
Daniele Gangemi (Catania, Sicília, 18 de junho de 1980) é um cineasta italiano. 

## Biografia
Sua estréia cinematográfica, Cobalto azul noite ("Una notte blu cobalto), que é interpretado por atores Corrado Fortuna, Regina Orioli, Valentina Carnelutti e Alessandro Haber. A música proceder a assinatura do Giuliano Sangiorgi de Negramaro. 

## Filmografia
- 2003 - Alter Ego - curta-metragem
- 2008 - Cobalto azul noite (Una notte blu cobalto)

## Prêmios
- 2009 - Cobalto azul noite (Una notte blu cobalto) - "Melhor primeiro recurso" no WorldFest - Houston International Film Festival